# Lew Smirnow
Lew Nikołajewicz Smirnow (ros. Лев Никола́евич Смирно́в, ur. 21 czerwca 1911 w Petersburgu, zm. 23 marca 1986 w Moskwie) – radziecki prawnik, przewodniczący Sądu Najwyższego ZSRR (1972–1984), Bohater Pracy Socjalistycznej (1981).

## Życiorys
1929-1936 studiował na Wydziale Prawa Leningradzkiego Uniwersytetu Państwowego i Instytucie Prawnym im. N. Krylenko, od 1934 pracował w prokuraturze, był starszym śledczym leningradzkiej prokuratury obwodowej, starszym śledczym prokuratury obwodowej w Murmańsku, starszym śledczym Piotrogrodzkiego Rejonu Leningradu i starszym śledczym-metodystą Leningradzkiej Prokuratury Miejskiej. W 1939 wstąpił na aspiranturę, jednak 23 czerwca 1941 został powołany do Armii Czerwonej, po czym pracował w prokuraturach armii i Frontu Leningradzkiego, od września 1942 pracował w centralnej Prokuraturze ZSRR, gdzie był śledczym do ważnych spraw i prokuratorem działu śledczego. Później prokurator do specjalnych poruczeń przy Prokuraturze Generalnym ZSRR, zajmował się dochodzeniami w sprawach zbrodni popełnianych przez hitlerowskich najeźdźców na terenach okupowanych, od 1945 należał do partii komunistycznej.
Po zakończeniu wojny pracował w Trybunału w Norymberdze jako pomocnik głównego oskarżyciela ZSRR Romana Rudienko, a w 1946 był zastępcą oskarżyciela ZSRR w Międzynarodowym Trybunale Wojskowym dla Dalekiego Wschodu (procesy tokijskie). W 1949 był państwowym oskarżycielem na procesie japońskich zbrodniarzy wojennych z Armii Kwantuńskiej w Chabarowsku (sądzeni Japończycy byli oskarżeni o złamanie protokołu genewskiego z 1925), 1957-1962 pełnił funkcję zastępcy przewodniczącego Sądu Najwyższego ZSRR, w 1962–1972 był przewodniczącym Sądu Najwyższego RFSRR. Od 1964 prezydent Stowarzyszenia Prawników Radzieckich, od 1972 do 1984 przewodniczący Sądu Najwyższego ZSRR, następnie na emeryturze. Od 1976 do 1986 członek KC KPZR. Pochowany na Cmentarzu Nowodziewiczym.

## Odznaczenia
- Medal Sierp i Młot Bohatera Pracy Socjalistycznej (19 czerwca 1981)
- Order Lenina (trzykrotnie)
- Order Rewolucji Październikowej
- Order Czerwonego Sztandaru Pracy
- Order Wojny Ojczyźnianej I klasy
- Order Czerwonej Gwiazdy

I medale.